# اچ‌ام‌اس اپرویر (۱۸۱۲)
اچ‌ام‌اس اپرویر (۱۸۱۲) (به انگلیسی: HMS Epervier (1812)) یک کشتی است كه در سال ۱۸۱۲ ساخته شد.